# Eric Cordes
Eric Cordes (* 1996 in Bremen) ist ein deutscher Schauspieler.

## Leben
Eric Cordes stammt aus Bremen, wo er im Stadtteil Osterholz-Tenever, einem sozialen Brennpunkt-Viertel, einen „prägenden Teil“ seiner Jugend verbrachte. Nach einer zeitweise schwierigen Schullaufbahn, bei der er, nach eigenen Angaben, einmal „fast von der Schule geflogen“ wäre, machte er sein Abitur und studierte danach Pädagogik. Mit 16 Jahren kam er zu Hood Training, einer Bremer Initiative für Kinder und Jugendliche aus schwierigen Verhältnissen, bei der er später auch selbst als Trainer arbeitete.
Cordes steht seit 2020 für Film- und Fernsehproduktionen vor der Kamera und erhält in seiner Freizeit agenturinternen Schauspielunterricht in Hamburg.
In dem Filmdrama Gewalten von Constantin Hatz, das im Februar 2022 bei der Berlinale seine Premiere hatte, gab Cordes sein Kino-Debüt. Er verkörperte den aggressiven Michael, der seinen jüngeren, 15-jährigen Bruder Daniel, der den todkranken Vater pflegt, ausnutzt und schikaniert.
Ab der 4. Staffel der ZDF-Serie Blutige Anfänger (2022), in der er den schwulen, zunächst ungeouteten Schutzpolizei-Anwärter Phillip Schneider spielte, der eine Affäre mit dem Polizeischüler Bruno Pérez (Martin Peñaloza Cecconi) beginnt, gehörte Cordes bis zur Einstellung der Serie mit der 6. Staffel (2024) zur Hauptbesetzung.
In der 8-teiligen internationalen Fernsehserie Das Netz – Spiel am Abgrund (2022) übernahm er in der Auftaktfolge eine Episodenrolle als bester Kumpel eines vorbestraften Hooligans (Max von der Groeben). In der 18. Staffel der ZDF-Serie Der Staatsanwalt (2023) war er in einer Episodenhauptrolle als tatverdächtiger, eifersüchtiger Freund einer Wiesbadener Rechtsreferendarin zu sehen. In der 9. Staffel der TV-Serie In aller Freundschaft – Die jungen Ärzte (2023) spielte Cordes den Zimmermann Janosch Bender. In der 27. Staffel der Fernsehserie In aller Freundschaft (2024) folgte eine weitere dramatische Episodenhauptrolle als Patient, der an einer inoperablen Fehlbildung des Gehirns leidet. In der 6. Staffel der Fernsehserie Die Kanzlei (2024) übernahm er eine Episodenhauptrolle als vorbestrafter Schläger Kosta Wernicke, der seine Lebensgefährtin mehrfach brutal misshandelt hat.
Cordes, der Boxen, Kampfsport und Bodybuilding betreibt, lebt in Berlin.

## Filmografie (Auswahl)
- 2022: Gewalten (Kinofilm, Hauptrolle)
- 2022: Das Netz – Spiel am Abgrund (Fernsehserie, Folge 1)
- 2022: Die Discounter (Fernsehserie)
- 2022: Love Addicts: Was ist ein Circle Jerk? (Fernsehserie, eine Folge)
- 2022–2024: Blutige Anfänger (Fernsehserie, 36 Folgen Hauptrolle)
- 2023: Der Staatsanwalt: Unter Druck (Fernsehserie, eine Folge)
- 2023: In aller Freundschaft – Die jungen Ärzte: Reine Nervensache (Fernsehserie, eine Folge)
- 2023: Das Boot: Ziel erfasst (Fernsehserie, eine Folge)
- 2023: Versunkene Gräber (Fernsehfilm)
- 2024: Rock 'n' Roll Ringo (Kinofilm)
- 2024: Der Upir: Unter Druck (Fernsehserie)
- 2024: In aller Freundschaft: Realitäten (Fernsehserie, eine Folge)
- 2024: Helen Dorn: Der deutsche Sizilianer (Fernsehreihe)
- 2024: Deadlines (Fernsehserie, zwei Folgen)
- 2024: Großstadtrevier: Der Junge mit der Panzerfaust (Fernsehserie, eine Folge)
- 2024: Die Kanzlei: Wo die Liebe hinfällt (Fernsehserie, eine Folge)
- 2025: Großstadtrevier: Im Moment der Angst (Fernsehserie, eine Folge)